# Jan Glücksberg

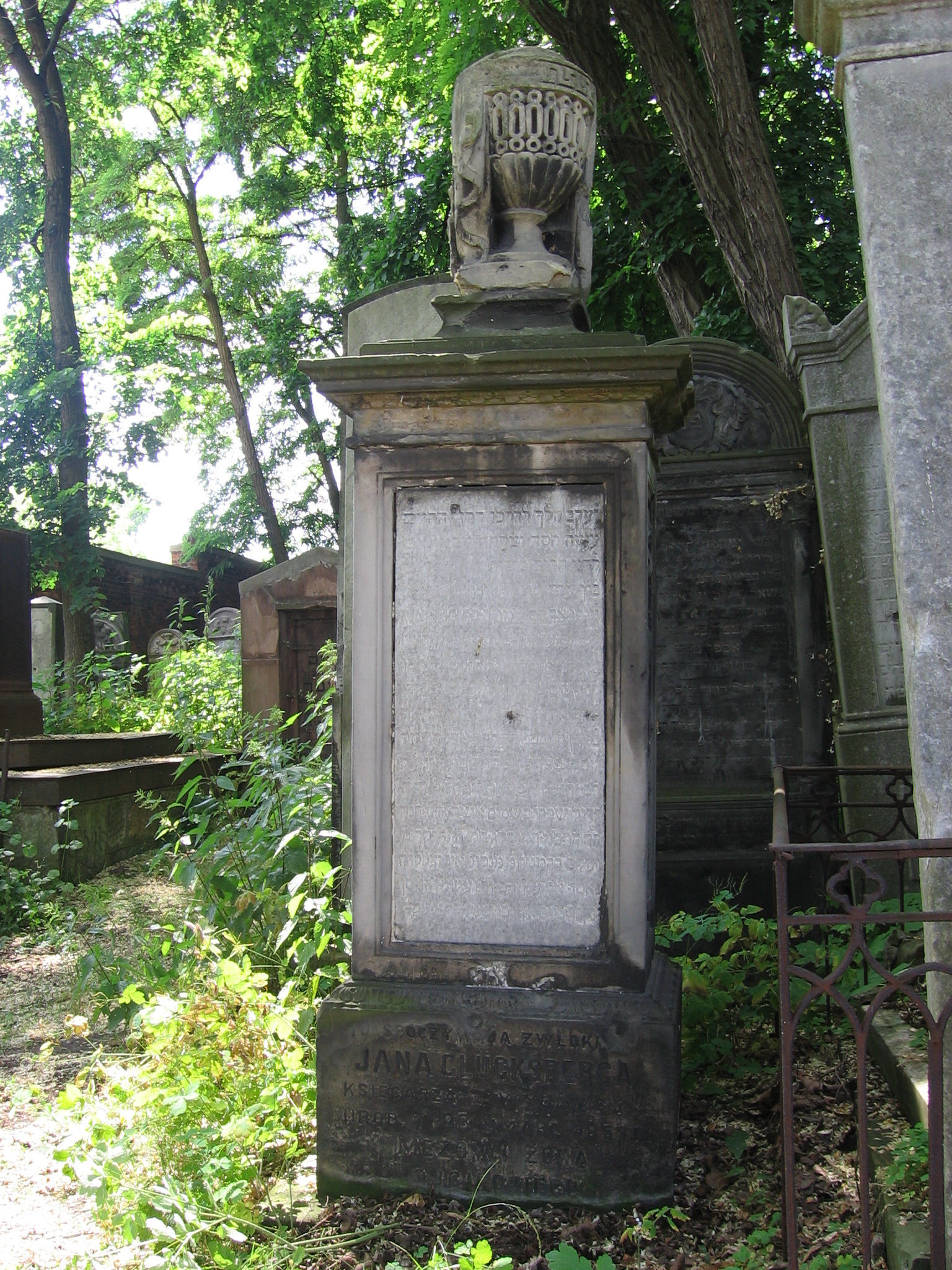
Grób Jana Glücksberga na cmentarzu żydowskim przy ulicy Okopowej w Warszawie

Jan Glücksberg (ur. 1793, zm. 24 kwietnia 1859 w Warszawie) – polski księgarz i drukarz żydowskiego pochodzenia, wydawca hebrajskich i polskich książek, kalendarzy oraz czasopism.

## Życiorys
Syn Emanuela Majera i Tamerli, brat Lewina (ur. w XVIII w., zm. 1804, księgarza i wydawcy), Natana (1780–1831, księgarza i wydawcy), Michała (ur. 1785, zm. przed 1839, pisarza administracji pogrzebowej) i Józefa (ur. 1796, zm. w XIX w., księgarza).
W 1834 otworzył księgarnię w Warszawie. W roku następnym otworzył własną drukarnię i od 1838 dostarczał bibliotekom szkolnym rosyjskie książki. Organizował czytelnie publiczne. Wydawał pierwsze polskie pisma ilustrowane i druki rządowe. Był zwolennikiem asymilacji, członkiem Rady Opiekuńczej Starego Szpitala Starozakonnych w Warszawie. Podczas powstania listopadowego zasiadał w Stołecznej Radzie Narodowej. W 1855 otrzymał poczesne obywatelstwo miasta Warszawy. Był obrońcą spraw duchownych w Sądzie Najwyższym Królestwa Polskiego.
Żonaty z Anną Klein, z którą miał siedmioro dzieci: Rebekę Dorotę (1828-1835), Mariannę (1829-1863), Ernestynę (1831-1877, pierwszą żonę Franciszka Salezego Lewentala), Emanuela Arnolda (1836-1837), Bertę (ur. 1838), Michała (1838–1907, wydawcę) i Maksymiliana (1840-1894, prawnika).
Pochowany na cmentarzu żydowskim przy ulicy Okopowej w Warszawie (kwatera 1, rząd 4).

## Wydawnictwa
Jan Glücksberg wydał m.in.:
- 1837–1844: Kosmorama Europy
- 1835–1859: Magazyn Mód
- 1835–1838: Encyklopedia obrazowa systematyczna
- 1834–1842: Magazyn Powszechny
- 1835, 1836, 1845: Magazyn dla dzieci
- 1832: Taryffa domów miasta stołecznego Warszawy i przedmieścia Pragi według nowego podziału. Warszawa: nakładem wydawcy: Jan Glücksberg, 1832. OCLC 731818492. Brak numerów stron w książce
- ok. 1832 Plan i Obraz Warszawy / Plan et Panorama de Varsovie,- najstarszy ilustrowany mapami (z wykazem parceli) „kieszonkowy” przewodnik po Warszawie, m.in.: 1 duży plan przeglądowy, 18 map szczegółowych

- 1826, 1827, 1828: Przewodnik Warszawski - jeden z pierwszych[5] przewodników po Warszawie:
  - Łukasz Gołębiowski: Opisanie Warszawy. Warszawa: nakładem i drukiem  Glücksberga (reprint fotooffsetowy, Wydawnictwa Artystyczne i Filmowe z 1979 r.), 1827 (1979), s. 252. OCLC 750087840.